# Tiemoko Garan Kouyaté
Pour les articles homonymes, voir Kouyaté.
Tiemoko Garan Kouyaté (1902-1944) est un homme politique et un syndicaliste de l'Afrique de l'Ouest. Il est un des principaux militants anticolonialistes en Afrique-Occidentale française (AOF) dans les années 1930.

## Biographie
Né le 27 avril 1902 dans le Soudan français (aujourd'hui le Mali), Kouyaté  a fait ses études à l'École normale William-Ponty sur l'Île de Gorée au Sénégal. Il est instituteur en Côte d'Ivoire de 1921 à 1923. Il vient à Aix-en-Provence pour reprendre ses études, mais est expulsé en 1926, accusé de « propagande communiste ». 
En 1924, il participe à la fondation de la Ligue de défense de la race nègre, d'obédience communiste, et collabore à son journal La Race nègre. Sous son impulsion, la Ligue s'associe à l'Internationale syndicale communiste (Profintern), au PCF et à la Confédération générale du travail unitaire (CGTU). Elle apporte également son soutien à l'association politique l'Étoile nord-africaine, fondée par des travailleurs immigrés algériens. À la tête de la Ligue, Tiemoko Kouyaté contribue à l'organisation de grèves ouvrières et milite pour l'obtention de l'autonomie politique des colonies. Quand la Ligue cesse son activité, il collabore à la naissance de l'Union des travailleurs nègres et à son journal Le Cri des Nègres. Il est présent à la seconde conférence de la Ligue contre l'impérialisme et intègre l'équipe de rédaction du Negro Worker, où travaille également George Padmore.
Il est exclu du Parti communiste français en 1933 avec d'autres militants anticolonialistes auxquels il était reproché une politique frontiste avec des courants nationalistes, au détriment de la politique "classe contre classe" définie par le VIe congrès du Komintern.
Il travaille par la suite avec l'Étoile nord-africaine de Messali Hadj et dénonce l'invasion de l'Éthiopie par l'Italie fasciste en 1935. Pendant la Deuxième Guerre mondiale, il est ajusteur-soudeur à Montluçon. Il est arrêté par les Allemands en 1942 pour n'avoir pas dénoncé les auteurs d'un acte de sabotage, ou pour son passé anticolonialiste. Il est déporté en Autriche au camp de concentration de Mauthausen où il meurt.